# STS Lwów
STS Lwów – polski żaglowiec szkolny z okresu międzywojennego, trzymasztowy bark, zbudowany w 1868 roku. Poprzednio pływał jako brytyjski Chinsura, włoski Luco i holenderski Nest. Pierwszy polski statek szkolny, znany w literaturze jako „kolebka nawigatorów”.

## Historia i rejsy
Statek został zwodowany 25 kwietnia 1868 roku. Zbudowany w Anglii w stoczni G. R. Cloover & Co. w Birkenhead jako statek towarowo-pasażerski, jeden z pierwszych stalowych żaglowców, był pierwotnie 3-masztową fregatą o nazwie „Chinsura” pływającą do Indii i Australii. Nazwa została nadana od fabryki cygar nad Gangesem . Pierwszymi armatorami byli T. i J. Brocklebankowie z Liverpoolu, a matką chrzestną była panna Brocklebank . 21 maja 1868 roku „Chinsura” wyszła w dziewiczą podróż do Kalkuty, a 18 września wyruszyła z powrotem do Liverpoolu .
Od 1883 r. żaglowiec pod włoskim armatorem pływał jako "Lucco". W 1915 r. stał się własnością holenderskiego armatora, który kupił uszkodzoną w wyniku sztormu jednostkę i przetaklował ją na bark o nazwie „Nest”.
Zakupiony latem 1920 za 247 000 dolarów dla nowo powstającej Szkoły Morskiej w Tczewie został przebudowany na statek szkolny z celowym pozostawieniem części ładowni. 
4 września 1921 r. na żaglowcu, w obecności wiceprezydenta miasta Lwowa, Leonarda Stahla, i wiceministra Henryka Strasburgera, podniesiono banderę, którą uszyły mieszkanki Lwowa.
Kapitanem „Lwowa” był m.in. sławny z książki Znaczy Kapitan kpt. Mamert Stankiewicz. Jako pierwsza jednostka pod polską banderą „Lwów” w swych podróżach szkolno-handlowych odwiedził szereg portów Bałtyku, Morza Północnego, Śródziemnego, Czarnego, oraz Atlantyku, wszędzie robiąc wrażenie wyglądem swoim i załogi, godnie reprezentując odrodzoną Polskę, a jego załoga była w wielu portach zapraszana przez miejscowe władze na specjalnie dla niej wydawane przyjęcia. 13 sierpnia 1923 r. jako pierwszy polski statek przekroczył równik w trakcie rejsu do Brazylii. „Lwów” musiał sam zarabiać na swoje utrzymanie, stąd trasy jego podróży układały się w zależności od przeznaczenia otrzymanego do przewozu ładunku (tramping).
Żaglowiec pływał do 1929 r. 13 lipca 1930 r. nastąpiło przekazanie bandery na „Dar Pomorza” (w tym czasie WSM przeniosła się z Tczewa do Gdyni). W trakcie służby pod polską banderą statek pokonał łącznie 65 tys. mil morskich. „Lwów” przekazany został Marynarce Wojennej i wykorzystywany był jako hulk – najpierw jako pływające koszary dla załóg okrętów podwodnych, potem magazyn, wreszcie krypa węglowa. Głosy nielicznych, aby ten zasłużony i owiany legendą statek zabetonować i przerobić na pomnik bądź muzeum nie znalazły dostatecznego poparcia. „Lwów” został w 1938 r. przekazany na złom, a rozebrany prawdopodobnie już w czasie wojny.
„Lwów” był pierwotnie malowany na czarno z białym pasem bateryjnym i imitacjami ambrazur. Pod koniec służby cały statek w części nawodnej został przemalowany na biało.

## Załoga żaglowca

### Komendanci (kapitanowie)
Na „Lwowie” powstał zwyczaj tytułowania dowódcy żaglowca szkolnego komendantem, a nie kapitanem. Wynikał on z faktu, że w załodze zawsze był więcej niż jeden kapitan żeglugi wielkiej (np. w pierwszej załodze byli wszyscy trzej dowódcy "Lwowa": aktualny - Tadeusz Ziółkowski oraz jego następcy: Mamert Stankiewicz jako kierownik nauki i Konstanty Matyjewicz-Maciejewicz jako starszy oficer). Ponieważ w owych czasach do oficerów nawigacyjnych innych niż kapitan tradycyjnie mówiono "panie poruczniku", zwracanie się w ten sposób do oficera będącego kapitanem było niestosowne. Aby więc odróżnić kapitana dowodzącego żaglowcem od innych służących na nim kapitanów, tytułowano go komendantem. Zwyczaj ten, oficjalnie zapisywany w dokumentach okrętowych, przeszedł potem na kolejne żaglowce Dar Pomorza oraz Dar Młodzieży i jest kultywowany do dziś, przy czym nie stosuje się go na żadnych innych polskich statkach. 
|  |  |  |

### Funkcyjni
- radiotelegrafista: Alojzy Kwiatkowski
- bosman: Jan Kaleta

### SłuchaczeSzkoły Morskiej
- mistrz zawodów sportowych o mistrzostwo Lwowa w czasie rejsu do Brazylii w 1923 r: Zygmunt Prumbsow
- autor książki Z dziennika marynarza - na pokładzie Lwowa z Gdańska do Rio de Janeiro i z powrotem: Tadeusz Dębicki

### Inni
- Karol Olgierd Borchardt.

### Galeria

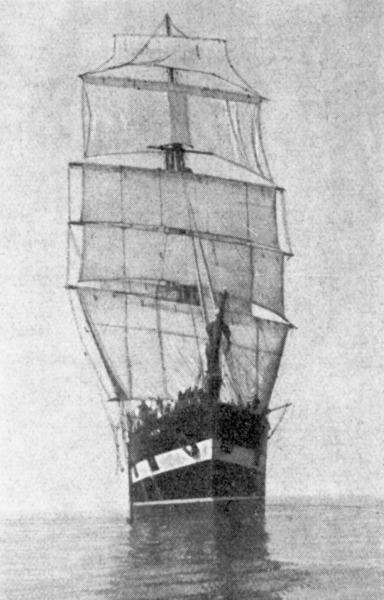
Cisza. Rejs przez równik 1923 r.
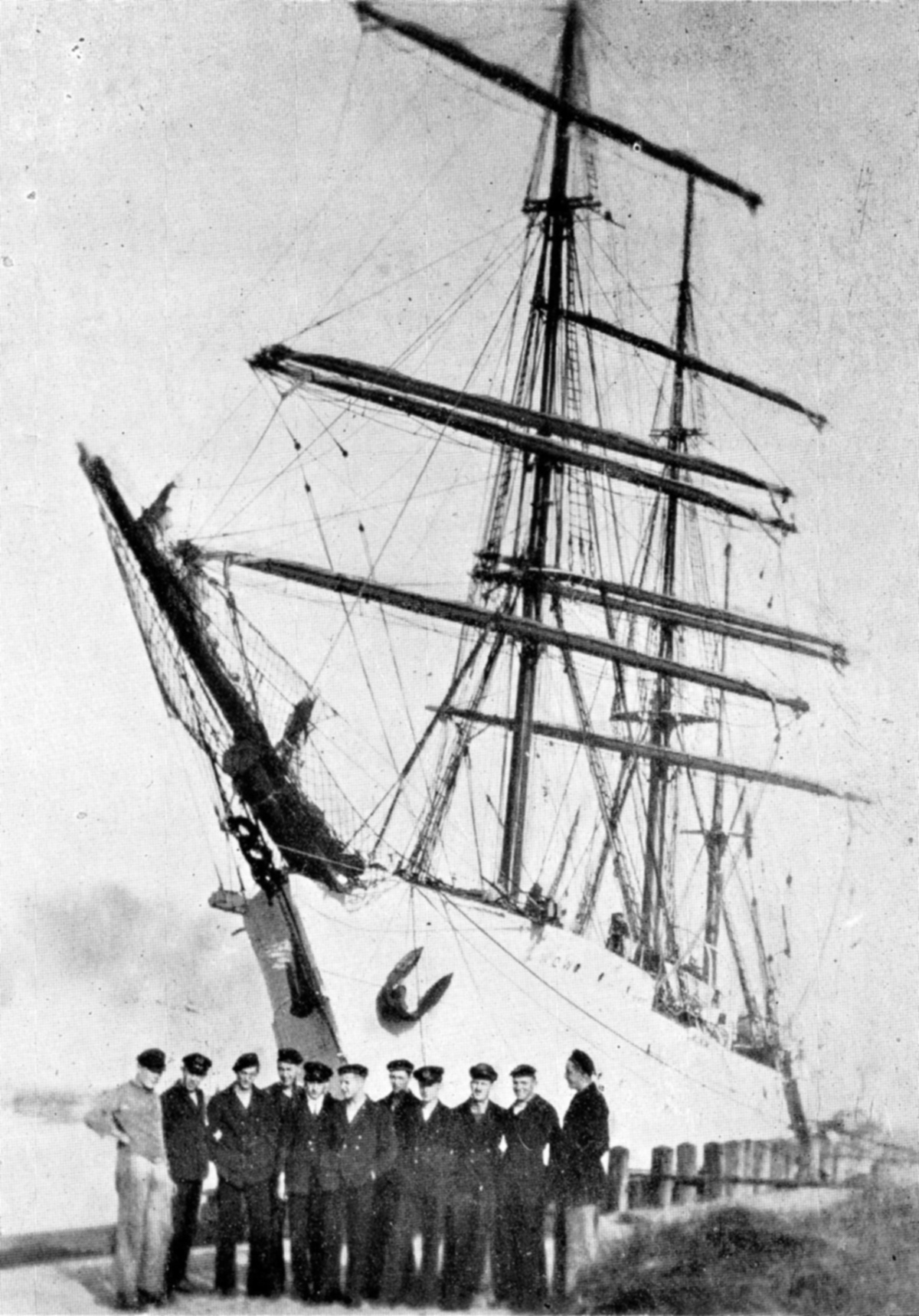
Część stałej załogi Lwowa".
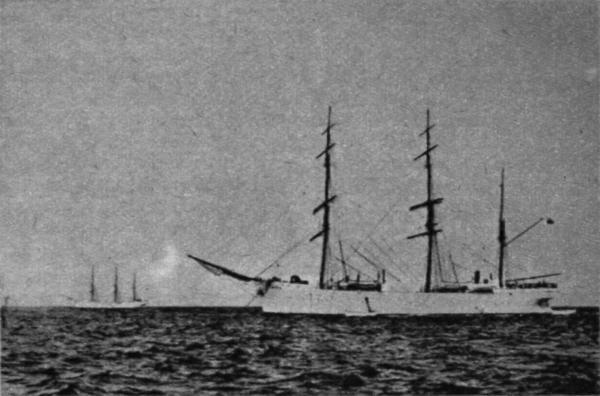
Zmiana warty – Lwów, a w oddali Dar Pomorza
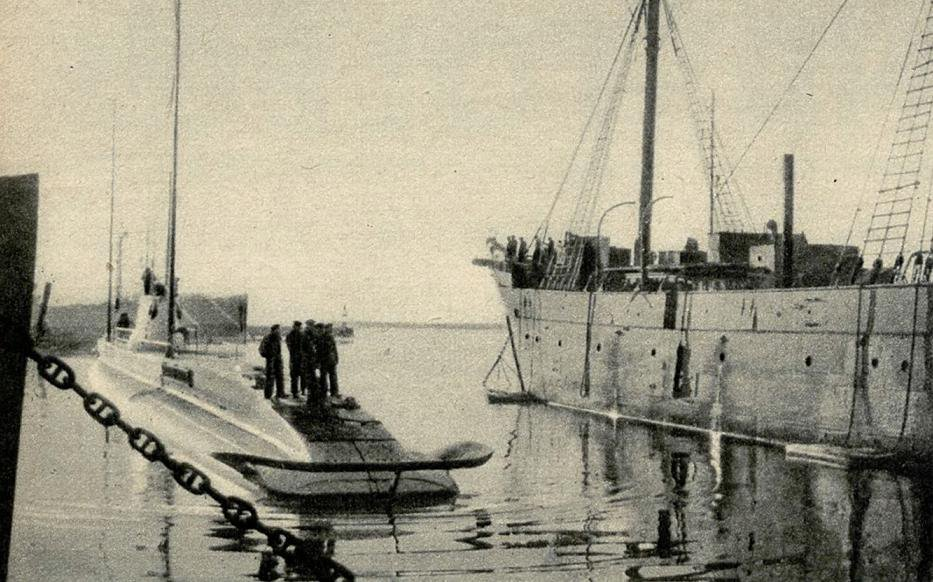
Lwów jako koszary załóg okrętów podwodnych (hulk mieszkalny). Obok ORP "Żbik".
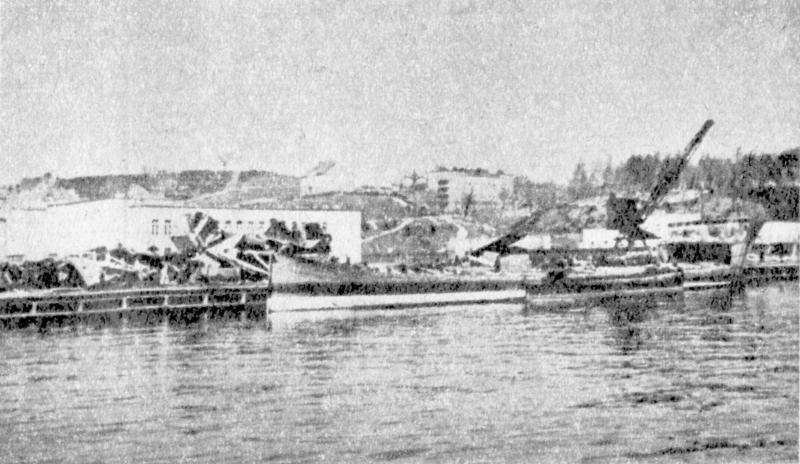
Złomowanie w Gdyni na Oksywiu, maj 1938 r.
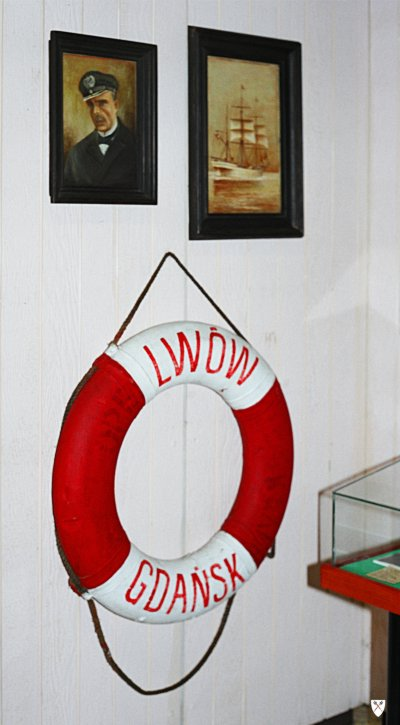
Fragment ekspozycji w Muzeum Wisły w Tczewie.

## Następcy
- Dar Pomorza
- Dar Młodzieży

## Filatelistyka
Poczta Polska wyemitowała 21 lipca 1980 r. znaczek pocztowy o nominale 2 złote przedstawiający STS Lwów. Autorem projektu znaczka był prof. Stefan Małecki. Obok żaglowca na znaczku widniał portret kpt. Tadeusza Ziółkowskiego. Znaczek pozostawał w obiegu do 31 grudnia 1994 r..